# David K. Wyatt

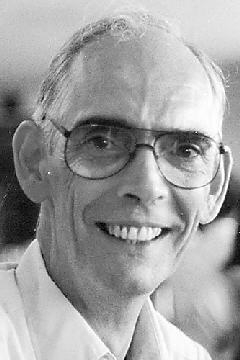
David K. Wyatt

David K. Wyatt (* 21. September 1937 in Fitchburg (Massachusetts); † 15. November 2006 in Ithaca (New York)) war ein US-amerikanischer Historiker, der sich mit Südostasien und insbesondere mit Thailand beschäftigte. Er gilt als einer der bedeutendsten Vertreter der Thaiistik.

## Leben
Wyatt wuchs in Iowa auf und studierte an der Harvard-Universität Philosophie, bis er 1959 den Bachelor-Abschluss erhielt. Anschließend studierte er an der Universität Boston bis zum Master-Abschluss 1960. Schließlich promovierte er 1966 von der Cornell-Universität im Fach Geschichte mit einer Dissertation über den Beginn der modernen Bildung in Thailand während der Herrschaft König Chulalongkorns (1868–1910).
Schon vor seiner Graduierung erhielt Wyatt einen Lehrauftrag an der School of Oriental and African Studies an der Universität London, wo er bis 1968 unterrichtete. Nach einem Jahr an der Universität Michigan kehrte er an die Cornell-Universität zurück, wo er eine Zeit lang als Vorsitzender des Departments für Geschichte fungierte. Er blieb an der Cornell-Universität bis zu seiner Emeritierung im Jahr 2002.
2005 verkaufte Wyatt seine etwa 15.000 Bände umfassende Forschungsbibliothek an die Southeast Asia Collection der Universität Ohio.
David K. Wyatt starb am 15. November 2006 in der Hospicare Residence in Ithaca, New York.

## Veröffentlichungen
- The Politics of Reform in Thailand, Education in the Reign of King Chulalongkorn. 1969. ISBN 0300-01156-3
- Thailand: a short history. 1984. ISBN 978-0-300-08475-7.
- Siam in Mind. 2002. ISBN 978-974-7551-72-3.

Wyatt übersetzte auch mehrere Thai-Chroniken.